# Skilak Lake
Skilak Lake je velké jezero na poloostrově Kenai na Aljašce. Jezero je součástí vodního systému řeky Kenai, ale je napájeno také vodou z tajícího ledovce Skilak Glacier. Voda v jezeře je výjimečně čistá, dno je převážně kamenité a v jezeře není příliš vegetace. Je součástí národního parku Kenai National Wildlife Refuge. Maximální hloubka jezera činí 193 metrů, v nejdelším místě je dlouhé 24 kilometrů. Největší šířka dosahuje 6,4 km. Ruští průzkumníci Aljašky si mylně mysleli, že jezero Skilak je součástí sousedního Tsutmena Lake.